# Saint-Jean-de-Minervois
Saint-Jean-de-Minervois is een gemeente in het Franse departement Hérault (regio Occitanie) en telt 115 inwoners (1999). De plaats maakt deel uit van het arrondissement Béziers.

## Geografie
De oppervlakte van Saint-Jean-de-Minervois bedraagt 33,8 km2, de bevolkingsdichtheid is 3,4 inwoners per km2.
De onderstaande kaart toont de ligging van Saint-Jean-de-Minervois met de belangrijkste infrastructuur en aangrenzende gemeenten.

## Demografie
Onderstaande figuur toont het verloop van het inwonertal (bron: INSEE-tellingen).